# Bobbie Baird
Bobbie Baird (Ulster, 2 juni 1912 - Snetterton, 25 juli 1953) was een Brits autocoureur. 
Baird reed diverse races in Europa, de eerste in 1933. Na de Tweede Wereldoorlog reed hij in diverse auto's, die in tweede instantie door zijn rijke familie werden gefinancierd. 
In 1953 overleed hij op 41-jarige leeftijd na een ongeluk tijdens een race voor sportwagens op het Snetterton Motor Racing Circuit.

## Formule 1
In 1952 stond hij eenmaal op de inschrijflijst van een Formule 1-race, zijn thuisrace van dat jaar waar hij als reservecoureur diende voor Ferrari. Alle Ferrari-coureurs stonden echter aan de start van de race waardoor Baird zelf niet deelnam aan de race. Hij schreef zich hierna ook nooit meer in voor een Formule 1-race.